# Gilbert Jourde
Gilbert Amable Jourde, né le 17 janvier 1757 à Riom (Puy-de-Dôme) et mort le 15 février 1837 à Paris, est un homme politique français.

## Biographie
Avocat au Parlement de Paris en 1781, il postule à la sénéchaussée et au présidial de Riom. Pendant la Révolution, nommé membre du directoire du district en 1790, il est élu en 1791 accusateur public près le tribunal criminel du département. Désigné par le département du Puy-de-Dôme député suppléant à la Convention, il est admis à y siéger le 4 vendémiaire an III. Il passe au Conseil des Cinq-Cents le 22 vendémiaire an IV où pendant quatre ans il participe aux travaux législatifs. En 1799, il est nommé commissaire du gouvernement près le tribunal de cassation. De 1800 à 1804, redevenu substitut du commissaire, il est chargé par le Consulat de l'organisation judiciaire de la magistrature du Piémont conquis après la bataille de Marengo le 14 juin 1800. Revenu en France, il est nommé premier avocat général à la Cour de Cassation, et en devient conseiller en 1824.

## Distinctions
Il est fait chevalier de la Légion d'honneur le 26 novembre 1803 peu de temps après sa création par le Premier Consul, et commandeur de l'ordre le 14 juin 1804. Il est créé chevalier de l'Empire en mai 1808.

## Sources
- « Gilbert Jourde », dans Adolphe Robert et Gaston Cougny, Dictionnaire des parlementaires français, Edgar Bourloton, 1889-1891 [détail de l’édition]
- Vicomte Révérend, Armorial du premier empire, tome 2, Honoré Champion, libraire, Paris, 1897, p. 354.
- Louis Gabriel Michaud, Biographie universelle ancienne et moderne, plusieurs éditions de 1843 à 1855, tome onzième, Jourde (Gilbert-Amable)